# Rana japonica
Rana japonica é uma espécie de anfíbio da família Ranidae.
É endémica do Japão.
Os seus habitats naturais são: campos de gramíneas de clima temperado, rios, pântanos, terras irrigadas e áreas agrícolas temporariamente alagadas.